# Nikolaus Marsch
Nikolaus Marsch (* 2. Dezember 1977 in Verden) ist ein deutscher Rechtswissenschaftler und Professor für Öffentliches Recht an der Universität des Saarlandes. Seine Forschungsschwerpunkte liegen unter anderem im Informations- und Datenschutzrecht sowie in der Rechtsvergleichung.

## Leben
Marsch studierte 1998–2003 Rechtswissenschaft an der Universität Trier und der Humboldt-Universität zu Berlin. Das Referendariat beim Kammergericht Berlin mit Stationen am Bundesverfassungsgericht (Wolfgang Hoffmann-Riem), am VG Berlin und an der DHV Speyer schloss er 2005 mit der Zweiten juristischen Staatsprüfung ab. Von 2005 bis 2008 war Marsch wissenschaftlicher Mitarbeiter am European Legal Studies Institute in Osnabrück. Das anschließende Studium an der École nationale d’administration (ENA) in Straßburg mit Ausbildungsstationen im Stab des Präfekten des Departement Haut-Rhin sowie der Europaabteilung des Immigrationsministeriums schloss er 2010 mit dem Diplôme international d’administration publique ab. In den Jahren 2010 und 2011 war Marsch Koordinator der Fachspezifischen Fremdsprachenausbildung (FFA) der Universität Osnabrück und Dozent für französisches Recht. Nach der Promotion 2010 an der Universität Osnabrück mit einer Dissertation über „Subjektivierung der gerichtlichen Verwaltungskontrolle in Frankreich“ (Betreuer: Jens-Peter Schneider) war er von 2011 bis 2016 Akademischer Rat a. Z. am Institut für Medien- und Informationsrecht der Albert-Ludwigs-Universität Freiburg. Von 2016 bis 2018 vertrat Marsch den Lehrstuhl für Öffentliches Recht, insb. öffentliches Informationsrecht, Datenschutzrecht und Regulierungsrecht am Karlsruher Institut für Technologie. Nach der Habilitation 2017 an der Albert-Ludwigs-Universität Freiburg mit der Schrift „Das europäische Datenschutzgrundrecht“ (Betreuer: Jens-Peter Schneider) und der Verleihung der Venia Legendi für Öffentliches Recht, Europarecht und Rechtsvergleichung nahm er den Ruf an das Karlsruher Institut für Technologie (KIT) und die Ernennung zum Universitätsprofessor (W3) an. In den Jahren 2018 und 2019 leitete er dort das Institut für Informations- und Wirtschaftsrecht sowie das Zentrum für angewandte Rechtswissenschaft. 2019 wechselte Marsch an die Universität des Saarlandes auf einen Lehrstuhl für Staats- und Verwaltungsrecht (seit 2021: Lehrstuhl für Deutsches und Europäisches Öffentliches Recht und Rechtsvergleichung). Einen 2019 erhaltenen Ruf an die Universität Passau auf einen Lehrstuhl für Europäisches und Internationales Informations- und Datenrecht (W3) lehnte er zugunsten des Rufs an die Universität des Saarlandes ab.

## Schriften (Auswahl)
- Subjektivierung der gerichtlichen Verwaltungskontrolle in Frankreich. Eilverfahren und Urteilsimplementation im objektiv-rechtlich geprägten Kontrollsystem. Baden-Baden 2011, ISBN 978-3-8329-6188-6.
- als Herausgeber mit Yoan Vilain und Mattias Wendel: Französisches und deutsches Verfassungsrecht. Ein Rechtsvergleich. Berlin 2015, ISBN 3-642-45052-0.
- als Herausgeber mit Laura Münkler und Thomas Wischmeyer: Apokryphe Schriften. Rezeption und Vergessen in der Wissenschaft vom öffentlichen Recht. Tagung vom 30. März und 1. April. Tübingen 2018, ISBN 3-642-45052-0.
- Das europäische Datenschutzgrundrecht. Grundlagen – Dimensionen – Verflechtungen. Tübingen 2018, ISBN 3-16-155422-1.
- mit Aurore Gaillet, Thomas Hochmann, Yoan Vilain, Mattias Wendel: Droits constitutionnels français et allemand. Perspective comparée. Paris 2019, ISBN 978-2-275-05386-8.